# Martin Jakob Kärcher
Martin Jakob II. Kärcher (* 28. August 1875 in Lampertheim; † 11. Oktober 1951 ebenda) war ein hessischer Politiker (DVP) und Abgeordneter des Landtags des Volksstaates Hessen in der Weimarer Republik.
Martin Jakob Kärcher war der Sohn des Landwirts Johannes Kärcher und dessen Frau Margarete geborene Edinger. Martin Jakob Kärcher, der evangelischer Konfession war, heiratete am 8. Februar 1902 in Lampertheim Eva Margarete Katharina geborene Kirsch. Er arbeitete als Landwirt in Lampertheim.
Martin Jakob Kärcher gehörte 1931 als Nachrücker für den verstorbenen Christian Scholz dem Landtag an.